# Pepa (treinador)
Pedro Miguel Marques da Costa Filipe (Torres Novas, 14 de dezembro de 1980), conhecido como Pepa, é um treinador e ex-futebolista português que atuava como centroavante. Atualmente está sem clube.
É reconhecido por ser um líder firme e convicto, onde as equipes que orienta praticam um futebol atrativo, positivo e dominador. Suas características são conhecidas além das fronteiras e isso fez com que aos 41 anos agarrasse o primeiro desafio internacional, ao assumir o comando técnico do Al-Tai, da Arábia Saudita. Posteriormente, em 2023, foi convidado pelo ex-craque mundial Ronaldo para treinar o Cruzeiro, um dos maiores clubes do Brasil.

## Carreira como jogador
Nascido em Torres Novas, Distrito de Santarém, Pepa ingressou nas categorias de base do Benfica em 1994, aos 13 anos. O atacante realizou sua estreia como profissional no dia 23 de janeiro de 1999, marcando numa vitória em casa por 3–1 contra o Rio Ave, pela Primeira Liga. Depois de ter sido apontado como uma jovem promessa, passou a jogar principalmente pela equipe B (time reserva), também sendo emprestado em março de 2000 ao Lierse, da Bélgica.
Em 2002, faltando quatro anos, Pepa rescindiu seu contrato com o Benfica e seguiu os passos dos colegas jovens Rui Baião e Jorge Ribeiro. Em seguida assinou com o Varzim, decisão que mais tarde considerou o pior erro da sua vida. Por conta das várias lesões no joelho, o atacante encerrou a carreira no final de 2007, com apenas 26 anos.

## Carreira como treinador
Em 2013, após dois anos a trabalhar com equipes de base do Benfica, Pepa teve a sua primeira experiência como treinador principal, tendo sido nomeado para o Sanjoanense nas ligas regionais e ajudando o clube a chegar à Terceira Divisão logo em sua primeira tentativa. Em 2015–16 ele alcançou o mesmo feito com o Feirense da LigaPro, embora não tenha terminado a temporada depois de ser substituído por José Mota nos dois meses finais.
Pepa continuou a trabalhar na Primeira Divisão Portuguesa nos anos seguintes, com Moreirense e Tondela. Durante sua passagem de dois anos no último, ele evitou com sucesso o rebaixamento, mas não foi mantido.
Tendo iniciado a temporada de 2019–20 sem clube, Pepa substituiu Filó no comando do Paços de Ferreira após a quarta rodada, com o time em último na classificação da Primeira Liga.
Em maio de 2021, depois de os ter conduzido ao quinto lugar e à qualificação para a edição inaugural da Liga Conferência Europa da UEFA, deixou o Estádio da Mata Real. Dias depois de deixar o Paços, Pepa assinou contrato de três anos com o Vitória de Guimarães.
Seu primeiro desafio internacional veio em 2022, quando foi anunciado pelo Al-Tai, da Saudi-Pro League, no dia 19 de julho.
Antes de rumar para a Arábia Saudita, o técnico português conseguiu que duas equipes portuguesas retornassem às competições europeias. Primeiro o Paços de Ferreira e depois o Vitória de Guimarães, na temporada 2021–22. Pepa também alcançou o 5º Lugar na Primeira Liga com o Paços de Ferreira, salvou o Tondela três vezes do rebaixamento e ainda conseguiu um acesso com o Feirense.

### Cruzeiro
Foi anunciado pelo Cruzeiro no dia 20 de março de 2023, substituindo Paulo Pezzolano no comando do clube mineiro. Dias depois de ser anunciado, adotou um discurso otimista e traçou planos ambiciosos, como as vagas nas competições internacionais e a briga pelo título da Copa do Brasil. Estreou pela equipe no dia 29 de março, com uma vitória por 3–2 em um amistoso contra o Bragantino. Sua estreia oficial foi no dia 13 de abril, em uma derrota por 1–0 para o Náutico, nos Aflitos, em jogo válido pela Copa do Brasil. Conquistou sua primeira vitória oficial no dia 22 de abril, um triunfo por 1–0 contra o Grêmio, no Independência, válido pelo Campeonato Brasileiro. Após uma sequência ruim no Brasileirão, com direito a uma derrota por 3–0 para o Grêmio, Pepa foi demitido no dia 29 de agosto. No total, o treinador comandou o clube celeste em 25 partidas, com sete vitórias, oito empates e 10 derrotas — um aproveitamento de 38%.

### Al-Ahli
No dia 3 de outubro de 2023, Pepa foi anunciado como novo treinador do Al-Ahli, do Catar. Antes da sua chegada, o clube ocupava a 10ª posição na primeira divisão nacional, com uma vitória e quatro derrotas. Após 14 partidas oficiais disputadas, entre jogos da liga e da Copa do Emir, o português foi demitido no dia 8 de abril de 2024. No total, Pepa obteve seis vitórias, dois empates e 11 derrotas, deixando o time na 9ª posição e nas semifinais da Copa do Emir.

### Sport
Acertou com o Sport no dia 3 de setembro de 2024, retornando ao Brasil e assinando contrato até o fim da temporada. Com a contratação oficializada, o português tornou-se primeiro treinador europeu da história do clube. Pepa realizou sua estreia no dia 7 de setembro, numa vitória por 2–0 fora de casa contra o Avaí.
Sob seu comando, o Leão terminou a Série B na 3ª posição, com 66 pontos, e alcançou o principal objetivo no ano, que era o acesso para a Série A. Pepa conduziu a equipe em uma boa campanha no returno, com nove vitórias, quatro empates e apenas três derrotas.
Em abril de 2025, com a conquista do Campeonato Pernambucano sob o Retrô, o treinador levantou seu primeiro título na carreira. Um mês depois, no dia 3 maio, o Sport anunciou a demissão de Pepa após uma derrota por 2–1 para o Fluminense, no Maracanã. O treinador não resistiu ao início ruim do Leão na Série A, com cinco derrotas e dois empates em sete partidas.

## Origem do apelido
Pepa recebeu esse apelido ainda na infância, época em que era consumidor assíduo do refrigerante Pepsi.

## Títulos como treinador
Sport
- Campeonato Pernambucano: 2025